# Pierre Bellon

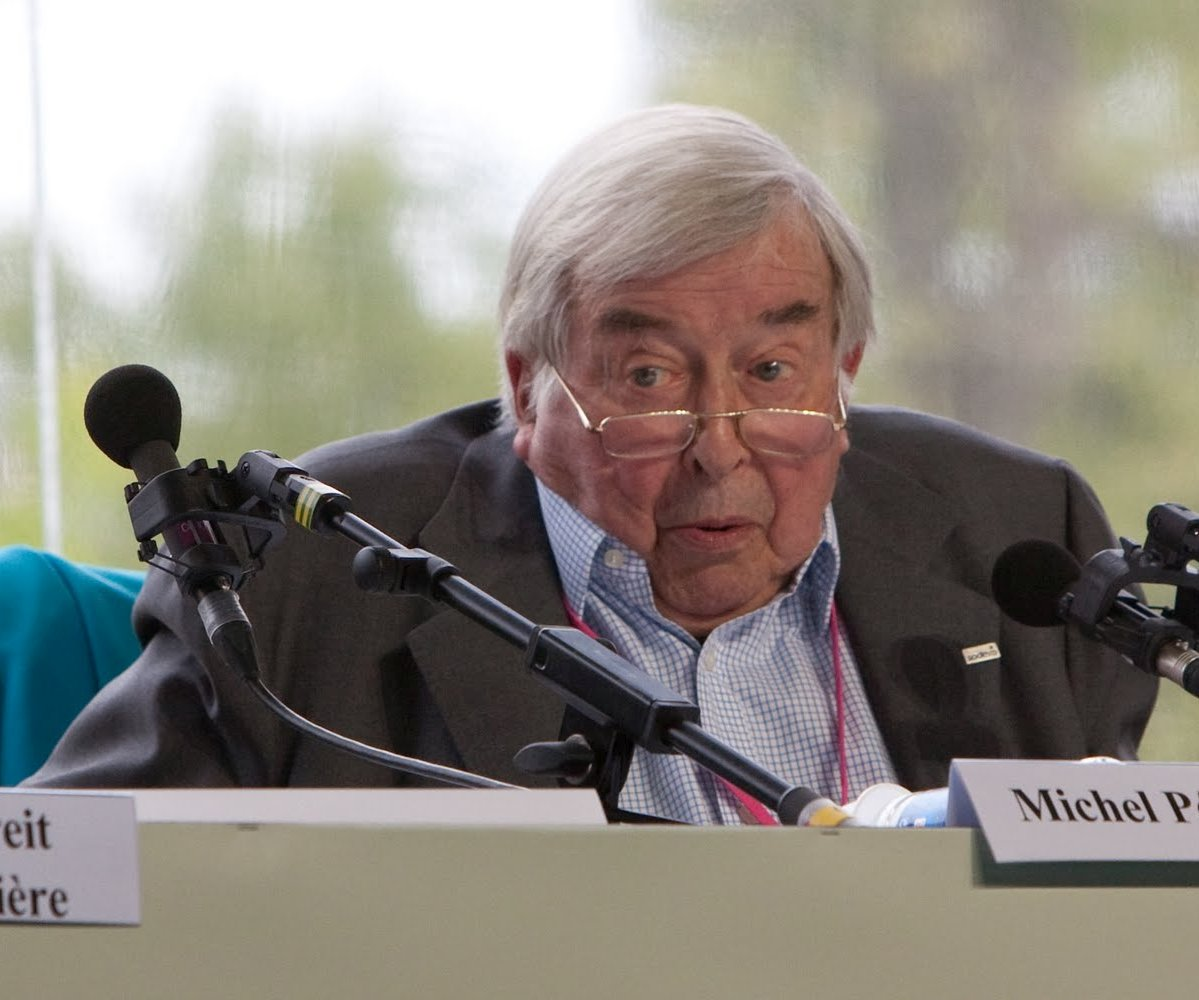
Pierre Bellon (2009)

Pierre Bellon (* 24. Januar 1930 in Marseille; † 31. Januar 2022 in Paris) war ein französischer Unternehmer.

## Leben
Bellon studierte nach dem Militärdienst an der Elitehochschule École des hautes études commerciales de Paris (HEC). 1966 gründete er das französische Unternehmen Sodexo, damals noch Sodexho. Er führte es über Jahrzehnte und übergab es 2005 an Michel Landel.
Nach Angaben des US-amerikanischen Forbes Magazine gehörte Bellon zu den reichsten Franzosen. Bellon war verheiratet und hatte vier Kinder. Seine Autobiografie veröffentlichte er unter dem Titel Je me suis bien amusé! (zu Deutsch Ich habe mich gut amüsiert!).

## Autobiografie
- Pierre Bellon mit Emily Borgeaud: Je me suis bien amusé! Édition d’Organisation, Paris 2006, ISBN 2-7081-3452-3.